# Spiral (romanzo)
Spiral (らせん?, Rasen)  è un romanzo horror dello scrittore giapponese Kōji Suzuki. È il seguito del romanzo Ring del 1991. Così come per Ring, anche Spiral ha avuto un adattamento cinematografico, The Spiral (Rasen) del 1998 diretto da Joji Iida. È stato adattato anche per la televisione, nella serie Rasen del 1999 nello stesso anno fu realizzato un adattamento manga.

## Trama
Gli eventi nella storia avvengono un giorno dopo di quelli del primo libro. Viene presentato Ando Mitsuo, un patologo ancora distrutto per la morte di suo figlio, a cui viene assegnato il compito di fare un'autopsia al suo vecchio compagno di scuola, Ryūji Takayama. Ando e il collega, Miyashita,  trovano un tumore nel cuore di Ryūji, che si crede essere la causa della sua morte. Perplesso siccome il  tumore appare simile al vaiolo (che era stato debellato 30 anni prima), Ando completa l'autopsia, e trova un biglietto nello stomaco di Ryūji, si ricorda della passione di Ryūji per la crittografia e decodifica dei numeri presenti sul biglietto e nota che formano la parola "RING". Alla ricerca del significato del messaggio, Ando incontra l'assistente e amante di Ryūji, Mai Takano. Menzionando una videocassetta che Ryūji guardò prima di morire, Mai crede che sia connessa alla sua morte attraverso una maledizione. Viene a conoscenza di Kazuyuki Asakawa, amico di Ryūji e protagonista di Ring, Ando pensa di parlargli, ma scopre che Asakawa e la sua famiglia furono coinvolti in un incidente d'auto. Asakawa  è l'unico sopravvissuto ma è in stato catatonico, Ando investiga e scopre che la moglie e il figlio di Asakawa morirono molto prima che l'auto si schiantasse, e che un registratore VHS e un word processor erano nel veicolo. Provando a raggiungere Mai, Ando nota che è scomparsa e esplora il suo condominio apparentemente abbandonato e trova quella che pensa essere una copia della videocassetta maledetta, e crede che una sconosciuta entità si sta nascondendo da qualche parte nel condominio. Apprende che il registratore e il word processor di Asakawa sono andati al suo parente più prossimo, Ando recupera il word processor dal fratello e copia i file. Ando trova un documento riguardo alla videocassetta e apprende che la maledizione si diffonde attraverso una videocassetta e può essere fermata solo copiandola e condividendola con qualcun altro;  nonostante aver considerato i file come pseudoscientifici, Ando e Miyashita scoprono che il cosiddetto "Ring Virus" incominciò con l'omicidio della sensitiva Sadako Yamamura. Inoltre, Miyashita scopre che un virus è connesso con tutte le vittime e si presenta in due forme: un virus a forma di anello che uccide l'ospite e una versione modificata dello stesso virus (simile a uno spermatozoo) che è dormiente. Una settimana dopo la scomparsa di Mai, il suo corpo viene trovato in un condotto di ventilazione di un palazzo adibito agli uffici a malapena utilizzato. Inoltre, nonostante non ci fossero segnali fisici che fosse incinta, il corpo di Mai mostrava segni che aveva partorito prima della morte. Una volta visitata la scena del crimine, Ando incontra una bella donna chiamata Masako si presenta come la sorella maggiore di Mai. Dopo aver avuto un rapporto sessuale con Masako, Ando successivamente riceve un fax contenente informazioni su Sadako da Miyashita, scoprendo che Masako è identica a Sadako. Credendo che Masako sia Sadako rinata, Ando riceve una spiegazione da lei che gli dice che Mai Takano era infettata con il secondo tipo del virus a forma di spermatozoo che puntò il suo grembo; ciò consentì a Sadako di concepirsi dentro Mai e controllarla, prima di farsi partorire in una settimana e sbarazzarsi del cadavere di Mai. Inoltre il Ring Virus può anche diffondersi attraverso i libri, Sadako si assicurò che il fratello di Asakawa fosse in grado di pubblicare un libro sui documenti di Kazuyuki, consentendo al virus di diffondersi internazionalmente e che Ando era infettato con il virus dormiente e, se egli tentava di interferire in qualche modo, lo avrebbe attivato e ucciso; però in cambio della cooperazione di Ando, Sadako resuscita il figlio morto di Ando, Takanori. Finalmente Ando scoprì che Ryūji collaborò con Sadako per assicurarle la sua resurrezione e scopre che Ryūji influenzò deliberatamente sé stesso e Mai Takano facendo apparire sovrannaturalmente il biglietto con il codice ad Ando e facendo vedere a Mai la cassetta quando era più fertile, Ryūji fu la mente dietro il piano, riuscendo a farsi risparmiare e resuscitare da Sadako. Un epilogo mostra Ando giocare con suo figlio, Takanori, al mare, dopo di che arriva Ryūji e afferma che ha agito per un bene superiore.